# Massimo Barbuti
Massimo Barbuti (San Giuliano Terme, 5 agosto 1958) è un allenatore di calcio ed ex calciatore italiano, di ruolo attaccante.

## Carriera

### Giocatore
Disputa la prima parte della carriera in Serie C, dove vince per tre anni consecutivi la classifica cannonieri: nella stagione 1978-1979 con la Cerretese e con lo Spezia nella stagione 1979-1980 in Serie C2 e in Serie C1 nella stagione 1980-1981, sempre con la squadra ligure.
Nella stagione 1983-1984 giunge a Parma dove grazie ai suoi goal, 17 reti, contribuisce alla promozione in Serie B e diventa "L'idolo della Nord". La stagione successiva però i gialloblu ritornano in Serie C1 con Barbuti che va a segno 10 volte. Questa fu la sua ultima stagione a Parma, chiude questa esperienza con un totale di 37 goal in 98 partite.
Dopo Parma veste la maglia dell'Ascoli, trascinando con 14 reti i bianconeri, allenati da Vujadin Boškov, al primo posto in campionato. Resta nelle Marche anche nella stagione successiva andando a segno 4 volte, fra cui vanno ricordate la rete all'esordio del successo in casa del Milan, e quella all'ultima giornata contro il Napoli fresco campione d'Italia.
Nell'estate 1987 torna in Serie C1 col Foggia, senza ritrovare la vena realizzativa del passato, quindi conclude la carriera fra i dilettanti con Viareggio e Treviso.
In carriera ha complessivamente totalizzato 23 presenze e 4 reti in Serie A, e 67 presenze e 24 reti in Serie B.

### Allenatore
Inizia ad allenare nelle giovanili della Lucchese.
A novembre 2003 diventa allenatore del Venturina, campionato di Serie D. Conquista la salvezza ai play-out contro l'Imperia.
Nella stagione 2005-2006 subentra a metà anno sulla panchina del Fo.Ce. Vara, in Serie D, rimanendovi anche la stagione successiva.
Nel novembre del 2007 fa il salto di categoria andando ad allenare in Serie C2 2007-2008 il Castelnuovo, ma rimane poco dimettendosi ad aprile 2008 per motivi personali.
Nel dicembre 2016 prende le redini del Fidenza, partecipante al campionato emiliano-romagnolo di Promozione.

## Palmarès

### Club

#### Competizioni nazionali
- Campionato italiano di Serie B: 1

Ascoli: 1985-1986
- Campionato italiano Serie C1: 1

Parma: 1983-1984 (girone A)

#### Competizioni internazionali
- Coppa Mitropa: 1

Ascoli: 1986-1987

### Individuale
- Capocannoniere della Serie C2: 2

1978-1979 (17 gol)
1979-1980 (23 gol)
- Capocannoniere della Serie C1: 1

1980-1981 (17 gol, ex aequo con Claudio De Tommasi e Sauro Frutti)